# Кожное аллергологическое тестирование
Кожное аллергологическое тестирование — диагностирование, состоящее в нанесении на кожу пациента раствора аллергенов с целью идентификации специфического агента, вызывающего аллергию у индивидуума. При наличии повышенной чувствительности к компоненту пробы в месте нанесения раствора на коже возникает местная реакция в виде покраснения и/или опухлости. В диагностических целях применяются специально изготовленные и сертифицированные растворы пыльцевых, пищевых, бытовых и инфекционных аллергенов. После выявления индивидуальной гиперчувствительности возможно дополнительное исследование по определению величины реакции путём титрования раствора аллергена. Во время процедуры возможны осложнения в виде астматического приступа, отека Квинке или общая реакция вплоть до аллергического шока (при аллергической предрасположенности к данному аллергену). В большинстве случаев применение кожных аллергических проб может быть заменено лабораторным анализом специфических IgE антител.

## Разновидности
- Прик-тест,
- Аппликационный тест[англ.]
- внутрикожная аллергическая проба Манту — при диагностике туберкулёза
- накожная аллергическая проба Пирке — при диагностике туберкулёза
- внутрикожная аллергическая проба Бюрне — при диагностике бруцеллёза
- накожная аллергическая проба Шика[англ.] — при диагностике дифтерии
- внутрикожная аллергическая проба Касони — при диагностике эхинококкоза
- и другие.